# 京極高和
京極 高和（きょうごく たかかず）は、江戸時代前期の大名。播磨国龍野藩主、讃岐国丸亀藩の初代藩主。丸亀藩京極家3代。

## 生涯
前藩主・京極忠高の弟である安毛高政の長男。寛永8年（1631年）に叙任する。寛永14年（1637年）に松江26万石の藩主であった伯父の京極忠高が没したため、その末期養子となり、播磨龍野藩6万石へと減封される。
万治元年（1658年）に近江源氏の同族である山崎治頼の後を受け、讃岐丸亀藩6万石に移封となる。
万治3年（1660年）に、讃岐にあり広く信仰されていた金毘羅大権現を江戸三田の藩邸に勧請し、参拝を願う江戸の町民に応え、毎月10日には邸内を開いて参拝させた（現在の虎ノ門金刀比羅宮）。また、この年には丸亀城の天守閣を完成させる。
1662年（寛文2年）に京都において44歳で死去。跡を次男の高豊が継いだ。
正室所生は阿久里のほか、早世した長男・小法師と次女。側室房子所生は次男・高豊。側室熊谷氏所生は宮子。

## 出生に関する異説
高和は先代当主・忠高の甥というのが通説であるが、実は忠高が側女との間に儲けた男子を、正室・初姫とその実家の徳川将軍家を憚って「甥」として届け出たという説がある。

## 系譜
- 父：安毛高政
- 母：本庄氏
- 養父：京極忠高（1593年 - 1637年）
- 正室：藤堂市子 - 伊勢国津藩主藤堂高次の娘
- 側室：林房子
  - 次男：京極高豊（1655年 - 1694年）
- 生母不明の子女
  - 男子：小法師
  - 女子：阿久里（栗、円照院） - 対馬国府中藩主宗義真正室
  - 女子：熊子
  - 女子：宮子 - 従一位右大臣今出川公規室
- 養子
  - 男子：京極高房（1644年 - 1677年） - 家老多賀常良と京極忠高の娘伊知子の次子。5歳で高和の養嗣子となったが、高豊が産まれたため廃嫡される。のち、高豊の本家相続時に3千石の分知を受け、別家を興した[1]。